# Fönstergallblomfluga
Fönstergallblomfluga (Pipiza fenestrata) är en tvåvingeart som beskrevs av Johann Wilhelm Meigen 1822. Fönstergallblomfluga ingår i släktet gallblomflugor, och familjen blomflugor. Arten är reproducerande i Sverige. Inga underarter finns listade i Catalogue of Life.